# Hart aber herzlich/Episodenliste
Diese Episodenliste enthält alle Episoden der US-amerikanischen Fernsehserie Hart aber herzlich, sortiert nach der US-amerikanischen Erstausstrahlung. Zwischen 1979 und 1984 entstanden in fünf Staffeln insgesamt 110 Episoden mit einer Länge von jeweils etwa 47 Minuten.

## Übersicht
| Staffel | Episodenanzahl | Erstausstrahlung USA | Erstausstrahlung USA | Deutschsprachige Erstausstrahlung | Deutschsprachige Erstausstrahlung |
| Staffel | Episodenanzahl | Staffelpremiere      | Staffelfinale        | Staffelpremiere                   | Staffelfinale                     |
| ------- | -------------- | -------------------- | -------------------- | --------------------------------- | --------------------------------- |
| 1       | 22             | 22. September 1979   | 13. Mai 1980         | 20. Oktober 1983                  | 21. Juni 1990                     |
| 2       | 20             | 11. November 1980    | 26. Mai 1981         | 12. Januar 1984                   | 26. Juni 1990                     |
| 3       | 24             | 6. Oktober 1981      | 18. Mai 1982         | 29. März 1984                     | 28. Juni 1990                     |
| 4       | 22             | 28. September 1982   | 10. Mai 1983         | 25. Oktober 1984                  | 22. November 1991                 |
| 5       | 22             | 27. September 1983   | 22. Mai 1984         | 10. Januar 1985                   | 11. Juli 1990                     |
| Filme   | 8              | 5. November 1993     | 25. August 1996      | 24. Januar 1995                   | 17. Juni 1998                     |

## Pilotfilm
Die Erstausstrahlung des Pilotfilms erfolgte am 25. August 1979 auf dem US-amerikanischen Sender ABC.
| Nr. (ges.) | Nr. (St.) | Deutscher Titel | Originaltitel | Erstausstrahlung USA | Deutschsprachige Erstausstrahlung (D) | Regie          | Drehbuch                                             |
| ---------- | --------- | --------------- | ------------- | -------------------- | ------------------------------------- | -------------- | ---------------------------------------------------- |
| 0          | 0         | —               | Hart to Hart  | 25. Aug. 1979        | —                                     | Tom Mankiewicz | Tom Mankiewicz & Sidney Sheldon Idee: Sidney Sheldon |

## Staffel 1
Die Erstausstrahlung der ersten Staffel erfolgte vom 22. September 1979 bis zum 13. Mai 1980 auf dem US-amerikanischen Sender ABC. Die deutschsprachige Erstausstrahlung fand vom 20. Oktober 1983 bis zum 26. November 1986 auf dem Sender ARD statt. Die Folgen 5, 9, 14 und 18 wurden erstmals vom 18. bis zum 21. Juni 1990 auf dem Free-TV-Sender ProSieben ausgestrahlt.
| Nr. (ges.) | Nr. (St.) | Deutscher Titel                | Originaltitel              | Erstausstrahlung USA | Deutschsprachige Erstausstrahlung (D) | Regie             | Drehbuch                                                                      |
| ---------- | --------- | ------------------------------ | -------------------------- | -------------------- | ------------------------------------- | ----------------- | ----------------------------------------------------------------------------- |
| 1          | 1         | Tödliche Verwandtschaft        | Hit Jennifer Hart          | 22. Sep. 1979        | 3. Nov. 1983                          | Tom Mankiewicz    | Tom Mankiewicz & Rogers Turrentine                                            |
| 2          | 2         | Jagd in Ketten                 | Passport to Murder         | 29. Sep. 1979        | 27. Okt. 1983                         | Ray Austin        | David T. Levinson                                                             |
| 3          | 3         | Der kleine Jonathan            | Jonathan Hart Jr.          | 6. Okt. 1979         | 10. Nov. 1983                         | Ray Austin        | Vicki King                                                                    |
| 4          | 4         | Ein dämliches Geschenk         | Death in the Slow Lane     | 13. Okt. 1979        | 20. Okt. 1983                         | Sam Wanamaker     | Donald Ross & David Solomon                                                   |
| 5          | 5         | Sag mir, dass du mich liebst   | You Made Me Kill You       | 23. Okt. 1979        | 18. Juni 1990                         | Leo Penn          | Lawrence Hertzog, Edward Martino & Laurence Richards                          |
| 6          | 6         | Mord unter Freunden            | Murder Between Friends     | 30. Okt. 1979        | 24. Nov. 1983                         | Seymour Robbie    | Walt Rappeport, Laurence Richards & E. Jeffrey Smith                          |
| 7          | 7         | Mädchenjagd                    | Cop Out                    | 6. Nov. 1979         | 26. Nov. 1986                         | Ralph Senensky    | David Solomon                                                                 |
| 8          | 8         | Max in Flammen                 | Max in Love                | 13. Nov. 1979        | 17. Nov. 1983                         | Leo Penn          | Bruce Darling, Edward Martino, Edward Martino, David Solomon & Will Thornbury |
| 9          | 9         | Die Wunderdroge                | A New Kind of High         | 27. Nov. 1979        | 19. Juni 1990                         | Alan Cooke        | Edward Martino, Laurence Richards & Sherry Sonnet                             |
| 10         | 10        | Hochzeit in Monte Carlo        | With This Gun, I Thee Wed  | 4. Dez. 1979         | 5. Jan. 1984                          | Seymour Robbie    | Bob Shayne & Richard De Roy                                                   |
| 11         | 11        | Der Mann mit den Jadeaugen     | The Man with the Jade Eyes | 11. Dez. 1979        | 1. Dez. 1983                          | Tom Mankiewicz    | James J. Agazzi, Edward Martino & Marshall Williams                           |
| 12         | 12        | Das Porträt                    | Color Jennifer Dead        | 8. Jan. 1980         | 10. Sep. 1986                         | Alex March        | Paul W. Cooper, Edward Martino & David Solomon                                |
| 13         | 13        | Mit Degen und Revolver         | A Question of Innocence    | 15. Jan. 1980        | 10. Mai 1984                          | Ralph Senensky    | Allyn Freeman                                                                 |
| 14         | 14        | Nacht der Schrecken            | Night Horrors              | 22. Jan. 1980        | 20. Juni 1990                         | Ray Austin        | Bill LaMond & Jo LaMond                                                       |
| 15         | 15        | Friedwart kennt den Mörder     | Which Way, Freeway?        | 29. Jan. 1980        | 8. Dez. 1983                          | Ray Austin        | Mary Ann Kasica & Michael Scheff                                              |
| 16         | 16        | Abfahrtslauf der Damen         | Downhill to Death          | 5. Feb. 1980         | 17. Mai 1984                          | Tom Mankiewicz    | Bill LaMond & Jo LaMond                                                       |
| 17         | 17        | Der betrogene Betrüger         | The Raid                   | 26. Feb. 1980        | 4. Juni 1986                          | Leo Penn          | Allyn Freeman                                                                 |
| 18         | 18        | Der sechste Sinn               | Sixth Sense                | 11. März 1980        | 21. Juni 1990                         | Ralph Senensky    | Bill LaMond, Jo LaMond & Bill Taub                                            |
| 19         | 19        | Haie im Frisiersalon           | Does She or Doesn't She?   | 18. März 1980        | 15. Dez. 1983                         | George W. Brooks  | Donna Myrow & Jeff Myrow                                                      |
| 20         | 20        | Brillanten auf Kreuzfahrt      | Cruise at Your Own Risk    | 8. Apr. 1980         | 22. Dez. 1983                         | Earl Bellamy      | E. Nick Alexander, Bill LaMond & Jo LaMond                                    |
| 21         | 21        | Viele Köche vergiften den Brei | Too Many Cooks Are Murder  | 6. Mai 1980          | 29. Dez. 1983                         | Frank Beascoechea | Mary Ann Kasica & Michael Scheff                                              |
| 22         | 22        | Todsicheres Erbe               | Death Set                  | 13. Mai 1980         | 24. Mai 1984                          | Tom Mankiewicz    | Bill LaMond, Jo LaMond & Stanley Roberts                                      |

## Staffel 2
Die Erstausstrahlung der zweiten Staffel erfolgte vom 11. November 1980 bis zum 26. Mai 1981 auf dem US-amerikanischen Sender ABC. Die deutschsprachige Erstausstrahlung fand vom 12. Januar 1984 bis zum 27. August 1987 auf dem Sender ARD statt. Die Folgen 4, 6 und 18 wurden erstmals am 22., 25. und 26. Juni 1990 auf dem Free-TV-Sender ProSieben ausgestrahlt.
| Nr. (ges.) | Nr. (St.) | Deutscher Titel               | Originaltitel                     | Erstausstrahlung USA | Deutschsprachige Erstausstrahlung (D) | Regie              | Drehbuch                                               |
| ---------- | --------- | ----------------------------- | --------------------------------- | -------------------- | ------------------------------------- | ------------------ | ------------------------------------------------------ |
| 23         | 1         | Teure Tapeten                 | Murder, Murder on the Wall        | 11. Nov. 1980        | 3. Dez. 1986                          | Tom Mankiewicz     | Robert E. Swanson                                      |
| 24         | 2         | Was denn für ein Mord?        | What Murder?                      | 18. Nov. 1980        | 12. Jan. 1984                         | John Patterson     | Bill LaMond & Jo LaMond                                |
| 25         | 3         | Die Doppelgängerin            | This Lady Is Murder               | 25. Nov. 1980        | 18. Okt. 1984                         | Earl Bellamy       | Barbara Butler & Paul L. Ehrmann                       |
| 26         | 4         | Hundeglück mit Folgen         | Murder Is a Man's Best Friend     | 9. Dez. 1980         | 22. Juni 1990                         | Tom Mankiewicz     | Donald Ross                                            |
| 27         | 5         | Gefährliches Spielzeug        | 'Tis the Season to Be Murdered    | 16. Dez. 1980        | 27. Aug. 1987                         | Earl Bellamy       | Lawrence Hertzog                                       |
| 28         | 6         | Die mordende Mumie            | Murder Wrap                       | 6. Jan. 1981         | 25. Juni 1990                         | Michael Hiatt      | Bill LaMond & Jo LaMond                                |
| 29         | 7         | Schlüsselfiguren              | Murder in Paradise                | 13. Jan. 1981        | 6. Sep. 1984                          | Tom Mankiewicz     | Allyn Freeman                                          |
| 30         | 8         | Mordsdiamanten                | Ex-Wives Can Be Murder            | 20. Jan. 1981        | 19. Jan. 1984                         | Alex March         | Mary Ann Kasica & Michael Scheff                       |
| 31         | 9         | Rotkäppchen und der böse Colt | Murder Is a Drag                  | 3. Feb. 1981         | 5. Nov. 1986                          | Leo Penn           | Donald Ross                                            |
| 32         | 10        | Der Zuckerbäcker              | Hart-Shaped Murder                | 10. Feb. 1981        | 14. Juni 1984                         | Harry Mastrogeorge | Bill LaMond & Jo LaMond                                |
| 33         | 11        | Ausgebootete Mörder           | Slow Boat to Murder               | 17. Feb. 1981        | 26. Jan. 1984                         | Leo Penn           | Mary Ann Kasica & Michael Scheff                       |
| 34         | 12        | Mörder im Sattel              | Murder in the Saddle              | 24. Feb. 1981        | 2. Feb. 1984                          | Earl Bellamy       | Anthony Yerkovich                                      |
| 35         | 13        | Die Kugel des Mörders         | Homemade Murder                   | 3. März 1981         | 9. Feb. 1984                          | Tom Mankiewicz     | Leonard Kantor, Bill LaMond, Jo LaMond & Arnold Somkin |
| 36         | 14        | Die rote Hantel               | Solid Gold Murder                 | 24. März 1981        | 23. Feb. 1984                         | Earl Bellamy       | Les Carter                                             |
| 37         | 15        | Blüten-Traumschiff            | Getting Aweigh with Murder        | 14. Apr. 1981        | 1. März 1984                          | Harry Mastrogeorge | Allyn Freeman                                          |
| 38         | 16        | Der Onkel aus der Schweiz     | The Murder of Jonathan Hart       | 28. Apr. 1981        | 8. März 1984                          | Earl Bellamy       | Mary Ann Kasica, David Loughery & Michael Scheff       |
| 39         | 17        | Die Schwestern                | The Latest in High Fashion Murder | 5. Mai 1981          | 22. Okt. 1986                         | Tom Mankiewicz     | Bill LaMond & Jo LaMond                                |
| 40         | 18        | Operation ‚Mord‘              | Operation Murder                  | 12. Mai 1981         | 26. Juni 1990                         | John Patterson     | Lawrence Hertzog                                       |
| 41         | 19        | Mordstheater                  | Murder Takes a Bow                | 19. Mai 1981         | 15. März 1984                         | Harry Winer        | Mary Ann Kasica & Michael Scheff                       |
| 42         | 20        | Das grüne Zimmer              | Blue Chip Murder                  | 26. Mai 1981         | 22. März 1984                         | Dennis Donnelly    | Donald Ross                                            |

## Staffel 3
Die Erstausstrahlung der dritten Staffel erfolgte vom 6. Oktober 1981 bis zum 18. Mai 1982 auf dem US-amerikanischen Sender ABC. Die deutschsprachige Erstausstrahlung fand vom 29. März 1984 bis zum 29. Oktober 1986 auf dem Sender ARD statt. Die Folgen 6 und 8 wurden erstmals am 27. und 28. Juni 1990 auf dem Free-TV-Sender ProSieben ausgestrahlt.
| Nr. (ges.) | Nr. (St.) | Deutscher Titel                      | Originaltitel                 | Erstausstrahlung USA | Deutschsprachige Erstausstrahlung (D) | Regie              | Drehbuch                                        |
| ---------- | --------- | ------------------------------------ | ----------------------------- | -------------------- | ------------------------------------- | ------------------ | ----------------------------------------------- |
| 43         | 1         | Rosen und Dornen                     | Harts and Flowers             | 6. Okt. 1981         | 25. Juni 1986                         | Harry Winer        | Duane Poole & Tom Swale                         |
| 44         | 2         | Picknick in Acapulco                 | A Couple of Harts             | 13. Okt. 1981        | 7. Juni 1984                          | Dennis Donnelly    | Kenneth Alan Berg                               |
| 45         | 3         | Hartland Express                     | Hartland Express              | 3. Nov. 1981         | 29. März 1984                         | Dennis Donnelly    | Ross Teel                                       |
| 46         | 4         | Der Pelzjäger                        | What Becomes a Murder Most?   | 10. Nov. 1981        | 1. Okt. 1986                          | Harry Winer        | Donald P. Roos                                  |
| 47         | 5         | Zaubertricks                         | Murder Up Their Sleeve        | 17. Nov. 1981        | 17. Sep. 1986                         | Tom Mankiewicz     | Mary Ann Kasica & Michael Scheff                |
| 48         | 6         | Objekt einer obskuren Begierde       | Harts Under Glass             | 24. Nov. 1981        | 27. Juni 1990                         | Harry Winer        | Lawrence Hertzog, Bill LaMond & Jo LaMond       |
| 49         | 7         | Es ist nicht alles Glas was glitzert | Rhinestone Harts              | 1. Dez. 1981         | 13. Sep. 1984                         | Dennis Donnelly    | Duane Poole & Tom Swale                         |
| 50         | 8         | Dunkle Stunden                       | Hart of Darkness              | 8. Dez. 1981         | 28. Juni 1990                         | Karen Arthur       | Lawrence Hertzog                                |
| 51         | 9         | Hoppe, hoppe Reiter                  | The Hartbreak Kid             | 15. Dez. 1981        | 5. Apr. 1984                          | Robert Loggia      | Bill LaMond & Jo LaMond                         |
| 52         | 10        | Unterwasserjagd                      | From the Depths of My Hart    | 5. Jan. 1982         | 20. Sep. 1984                         | Tom Mankiewicz     | Bill LaMond & Jo LaMond                         |
| 53         | 11        | Die Zinnoberrote                     | Hartless Hobby                | 12. Jan. 1982        | 12. Apr. 1984                         | Earl Bellamy       | Donald P. Roos                                  |
| 54         | 12        | Wiedersehen mit Daddy                | My Hart Belongs to Daddy      | 19. Jan. 1982        | 29. Okt. 1986                         | Dennis Donnelly    | Rick Husky                                      |
| 55         | 13        | Kosmetische Operationen              | Hart of Diamonds              | 2. Feb. 1982         | 27. Sep. 1984                         | Harry Winer        | Carol Saraceno & Stephen Richmond               |
| 56         | 14        | Tod auf Hawaii                       | Harts and Palms               | 9. Feb. 1982         | 19. Apr. 1984                         | Tom Mankiewicz     | Allyn Freeman, Bill LaMond & Jo LaMond          |
| 57         | 15        | Familienbande                        | The Hart of the Matter        | 16. Feb. 1982        | 8. Okt. 1986                          | Earl Bellamy       | Duane Poole & Tom Swale                         |
| 58         | 16        | Scheidungsmanöver                    | Blue and Broken-Harted        | 23. Feb. 1982        | 4. Okt. 1984                          | Michael Hiatt      | Donald P. Roos                                  |
| 59         | 17        | Russisches Ballett                   | Harts on Their Toes           | 2. März 1982         | 11. Okt. 1984                         | Peter Medak        | Bill LaMond & Jo LaMond                         |
| 60         | 18        | Vertauschte Rollen                   | Deep in the Hart of Dixieland | 9. März 1982         | 11. Juni 1986                         | Earl Bellamy       | Donald P. Roos                                  |
| 61         | 19        | Flaschenteufel                       | Vintage Harts                 | 23. März 1982        | 26. Apr. 1984                         | Harry Winer        | Donald P. Roos                                  |
| 62         | 20        | Feuriges Wochenende                  | Hart, Line, and Sinker        | 30. März 1982        | 28. Juni 1984                         | Cliff Bole         | Stephen Katz & Peter Elliot                     |
| 63         | 21        | Einfach Hart                         | Hart and Sole                 | 6. Apr. 1982         | 3. Mai 1984                           | Earl Bellamy       | Lawrence Hertzog                                |
| 64         | 22        | Kartenspiele                         | The Harts Strike Out          | 4. Mai 1982          | 15. Okt. 1986                         | Peter Medak        | Donald P. Roos                                  |
| 65         | 23        | Falsch gemünzt                       | To Coin a Hart                | 11. Mai 1982         | 27. Dez. 1984                         | Karen Arthur       | Catherine Bacos Clinch, Bill LaMond & Jo LaMond |
| 66         | 24        | Unfallopfer                          | Harts and Fraud               | 18. Mai 1982         | 18. Juni 1986                         | Gabrielle Beaumont | Donna Pekkonen                                  |

## Staffel 4
Die Erstausstrahlung der vierten Staffel erfolgte vom 28. September 1982 bis zum 10. Mai 1983 auf dem US-amerikanischen Sender ABC. Die deutschsprachige Erstausstrahlung fand vom 25. Oktober 1984 bis zum 17. Dezember 1986 auf dem Sender ARD statt. Die Folgen 4, 6, 17, 18 und 20 wurden erstmals am 29. Juni sowie 2. bis 5. Juli 1990 auf dem Free-TV-Sender ProSieben ausgestrahlt. Die Folgen 11 und 19 wurden ebenfalls auf ProSieben am 15. und 22. November 1991 erstausgestrahlt.
| Nr. (ges.) | Nr. (St.) | Deutscher Titel                    | Originaltitel              | Erstausstrahlung USA | Deutschsprachige Erstausstrahlung (D) | Regie              | Drehbuch                                   |
| ---------- | --------- | ---------------------------------- | -------------------------- | -------------------- | ------------------------------------- | ------------------ | ------------------------------------------ |
| 67         | 1         | Das rasende Himmelbett             | On a Bed of Harts          | 28. Sep. 1982        | 29. Nov. 1984                         | Leo Penn           | Bill LaMond & Jo LaMond                    |
| 68         | 2         | Gifttorte                          | With This Hart, I Thee Wed | 12. Okt. 1982        | 3. Jan. 1985                          | Burt Brinckerhoff  | Madeline Di Maggio & Mary DiMaggio         |
| 69         | 3         | Rien ne va plus                    | Million Dollar Harts       | 19. Okt. 1982        | 6. Dez. 1984                          | Harry Winer        | Richard Raskind                            |
| 70         | 4         | Das Klassentreffen                 | Harts on Campus            | 26. Okt. 1982        | 29. Juni 1990                         | Peter Medak        | Donald P. Roos                             |
| 71         | 5         | Schüsse in Goldtown                | Harts at High Noon         | 9. Nov. 1982         | 25. Okt. 1984                         | Gabrielle Beaumont | Alan Rachins                               |
| 72         | 6         | Eine mörderische Romanze           | Hart's Desire              | 16. Nov. 1982        | 2. Juli 1990                          | Kevin Connor       | Lana Sands                                 |
| 73         | 7         | Geld macht nicht glücklich         | Rich and Hartless          | 23. Nov. 1982        | 9. Mai 1985                           | Michael Hiatt      | Lawrence Hertzog                           |
| 74         | 8         | Der König und der Löwe             | In the Hart of the Night   | 30. Nov. 1982        | 8. Nov. 1984                          | Gabrielle Beaumont | Lisa Lazarus, Duane Poole & Tom Swale      |
| 75         | 9         | Der Schein trügt                   | One Hart Too Many          | 7. Dez. 1982         | 2. Mai 1985                           | Peter Medak        | Paul Boorstin & Sharon Boorstin            |
| 76         | 10        | Weihnachtsüberraschungen           | A Christmas Hart           | 21. Dez. 1982        | 17. Dez. 1986                         | Gabrielle Beaumont | Rowby Goren                                |
| 77         | 11        | Herausforderung im Dschungel       | Hunted Harts               | 4. Jan. 1983         | 15. Nov. 1991                         | Gabrielle Beaumont | Amelia Anderson, Hugh McKay & Donald Ross  |
| 78         | 12        | Wer sagt denn, Tote fliegen nicht? | Emily by Hart              | 11. Jan. 1983        | 15. Nov. 1984                         | Bruce Kessler      | Lawrence Hertzog                           |
| 79         | 13        | Schnüffeleien                      | Pounding Harts             | 18. Jan. 1983        | 23. Mai 1985                          | Harry Winer        | Donald P. Roos                             |
| 80         | 14        | Schatzsuche im Dschungel           | Chamber of Lost Harts      | 1. Feb. 1983         | 22. Nov. 1984                         | Reza Badiyi        | Donald P.H. Eaton, Bill LaMond & Jo LaMond |
| 81         | 15        | Duftspuren                         | Harts on the Scent         | 15. Feb. 1983        | 13. Dez. 1984                         | Kevin Connor       | Elaine Newman & Jaron Summers              |
| 82         | 16        | Eine aufregende Party              | Bahama Bound Harts         | 22. Feb. 1983        | 25. Apr. 1985                         | Stuart Margolin    | Bill LaMond, Jo LaMond & Donald P. Roos    |
| 83         | 17        | Wenn das Blatt sich wendet         | As the Hart Turns          | 1. März 1983         | 3. Juli 1990                          | Paul Krasny        | Donald Ross & Ronnie Wenker-Konner         |
| 84         | 18        | Gute Reise, Max!                   | The Wayward Hart           | 8. März 1983         | 4. Juli 1990                          | Kevin Connor       | Mike Snyder & Elizabeth Tully              |
| 85         | 19        | Die Killerlady und der Chauffeur   | A Change of Hart           | 22. März 1983        | 22. Nov. 1991                         | Harry Winer        | Bill LaMond & Jo LaMond                    |
| 86         | 20        | Ins Herz getroffen                 | Hartstruck                 | 12. Apr. 1983        | 5. Juli 1990                          | Karen Arthur       | Lawrence Hertzog                           |
| 87         | 21        | Original oder Fälschung?           | Too Close to Hart          | 3. Mai 1983          | 20. Dez. 1984                         | Earl Bellamy       | Donald P. Roos                             |
| 88         | 22        | Die Schlankheitskur                | A Lighter Hart             | 10. Mai 1983         | 27. Juni 1985                         | Bruce Kessler      | Donald P. Roos                             |

## Staffel 5
Die Erstausstrahlung der fünften Staffel erfolgte vom 27. September 1983 bis zum 22. Mai 1984 auf dem US-amerikanischen Sender ABC. Die deutschsprachige Erstausstrahlung fand vom 10. Januar 1985 bis zum 20. Juni 1985 auf dem Sender ARD statt. Die Folgen 3, 9, 11 und 13 wurden erstmals am 6. sowie 9. bis 11. Juli 1990 auf dem Free-TV-Sender ProSieben ausgestrahlt.
| Nr. (ges.) | Nr. (St.) | Deutscher Titel                   | Originaltitel                 | Erstausstrahlung USA | Deutschsprachige Erstausstrahlung (D) | Regie          | Drehbuch                                             |
| ---------- | --------- | --------------------------------- | ----------------------------- | -------------------- | ------------------------------------- | -------------- | ---------------------------------------------------- |
| 89         | 1         | London im Frühling                | Two Harts Are Better Than One | 27. Sep. 1983        | 4. Apr. 1985                          | Kevin Connor   | Lawrence Hertzog & Donald Ross                       |
| 90         | 2         | Das Geheimnis des Poloschlägers   | Straight Through the Hart     | 4. Okt. 1983         | 14. Feb. 1985                         | Kevin Connor   | Martin Roth                                          |
| 91         | 3         | Juwelenraub auf französisch       | Hostage Harts                 | 18. Okt. 1983        | 6. Juli 1990                          | Paul Krasny    | Donald Ross                                          |
| 92         | 4         | Testflug mit Pandora              | Pandora Has Wings             | 25. Okt. 1983        | 21. Feb. 1985                         | Paul Krasny    | Larry Forrester & Ronnie Wenker-Konner               |
| 93         | 5         | Die Fuchsjagd                     | Harts and Hounds              | 1. Nov. 1983         | 30. Mai 1985                          | Kevin Connor   | Lawrence Hertzog                                     |
| 94         | 6         | Spiel, Satz: Mord!                | Love Game                     | 8. Nov. 1983         | 28. Feb. 1985                         | Paul Krasny    | Bill Froehlich, Stephen Kandel & Mark Lisson         |
| 95         | 7         | Eine Mords-Rallye                 | Passing Chance                | 15. Nov. 1983        | 11. Apr. 1985                         | Paul Krasny    | Lawrence Hertzog                                     |
| 96         | 8         | Alte Liebe macht blind            | Long Lost Love                | 22. Nov. 1983        | 7. März 1985                          | Karen Arthur   | Donald P. Roos                                       |
| 97         | 9         | Gift im Whisky                    | Highland Fling                | 29. Nov. 1983        | 9. Juli 1990                          | Ralph Senensky | Larry Forrester                                      |
| 98         | 10        | Das Jahr des Hundes               | Year of the Dog               | 13. Dez. 1983        | 14. März 1985                         | Karen Arthur   | Lawrence Hertzog                                     |
| 99         | 11        | Langsames Erwachen                | Trust Your Hart               | 20. Dez. 1983        | 10. Juli 1990                         | Paul Krasny    | Walter Dallenbach                                    |
| 100        | 12        | Jennifer geht ins Kloster         | Harts on the Run              | 3. Jan. 1984         | 21. März 1985                         | Paul Krasny    | Towne Allen, Stephen Kandel & Carol Saraceno         |
| 101        | 13        | Die Bretter, die den Tod bedeuten | Whispers in the Wings         | 10. Jan. 1984        | 11. Juli 1990                         | Seymour Robbie | Lawrence Hertzog                                     |
| 102        | 14        | Der Tod tanzt im 3/4-Takt         | Max's Waltz                   | 17. Jan. 1984        | 28. März 1985                         | Karen Arthur   | Patrick Mathews                                      |
| 103        | 15        | Der Hund, der zuviel wußte        | The Dog Who Knew Too Much     | 24. Jan. 1984        | 10. Jan. 1985                         | Ralph Senensky | Stephen Kandel                                       |
| 104        | 16        | Tanz im Fadenkreuz                | Silent Dance                  | 31. Jan. 1984        | 17. Jan. 1985                         | George McCowan | Larry Forrester                                      |
| 105        | 17        | Mord auf Rhodos                   | Death Dig                     | 21. Feb. 1984        | 18. Apr. 1985                         | Paul Krasny    | Larry Forrester                                      |
| 106        | 18        | Mörderische Kamera                | The Shooting                  | 28. Feb. 1984        | 24. Jan. 1985                         | George McCowan | Marvin Himelfarb, Stephen Kandel & William Whitehead |
| 107        | 19        | In letzter Minute                 | Slam Dunk                     | 6. März 1984         | 31. Jan. 1985                         | Ralph Senensky | Shea E. Butler & Roderick Mann                       |
| 108        | 20        | Der letzte Sprung                 | Larsen's Last Jump            | 13. März 1984        | 13. Juni 1985                         | Earl Bellamy   | Larry Forrester                                      |
| 109        | 21        | Alles für Elizabeth               | Always, Elizabeth             | 15. Mai 1984         | 20. Juni 1985                         | Ralph Senensky | Lawrence Hertzog & Donald P. Roos                    |
| 110        | 22        | Selbstdarstellung                 | Meanwhile, Back at the Ranch  | 22. Mai 1984         | 7. Feb. 1985                          | Ray Austin     | Stephen Kandel                                       |

## Filme
Von 1993 bis 1996 wurden acht „Reunion“-Filme in Spielfilmlänge gedreht. Lionel Stander, der Darsteller von Max, wirkte in nur fünf der acht Fernsehfilme mit, da er kurz nach der Beendigung der Dreharbeiten für den fünften Film an den Folgen seiner Krebserkrankung starb.
- 1993 – Die Rückkehr (Hart to Hart Returns)
- 1993 – Tod einer Freundin (Home is Where the Hart is)
- 1993 – Dem Täter auf der Spur (Crimes of the Hart)
- 1994 – Alte Freunde sterben nie (Old Friends Never Die)
- 1994 – Geheimnisse des Herzens (Secrets of the Hart)
- 1995 – Max’ Vermächtnis (Two Harts in ¾ Time)
- 1995 – Jonathan unter Mordverdacht (Harts in High Season)
- 1996 – Operation Jennifer (Till Death Do Us Hart)